# 六甲有馬索道

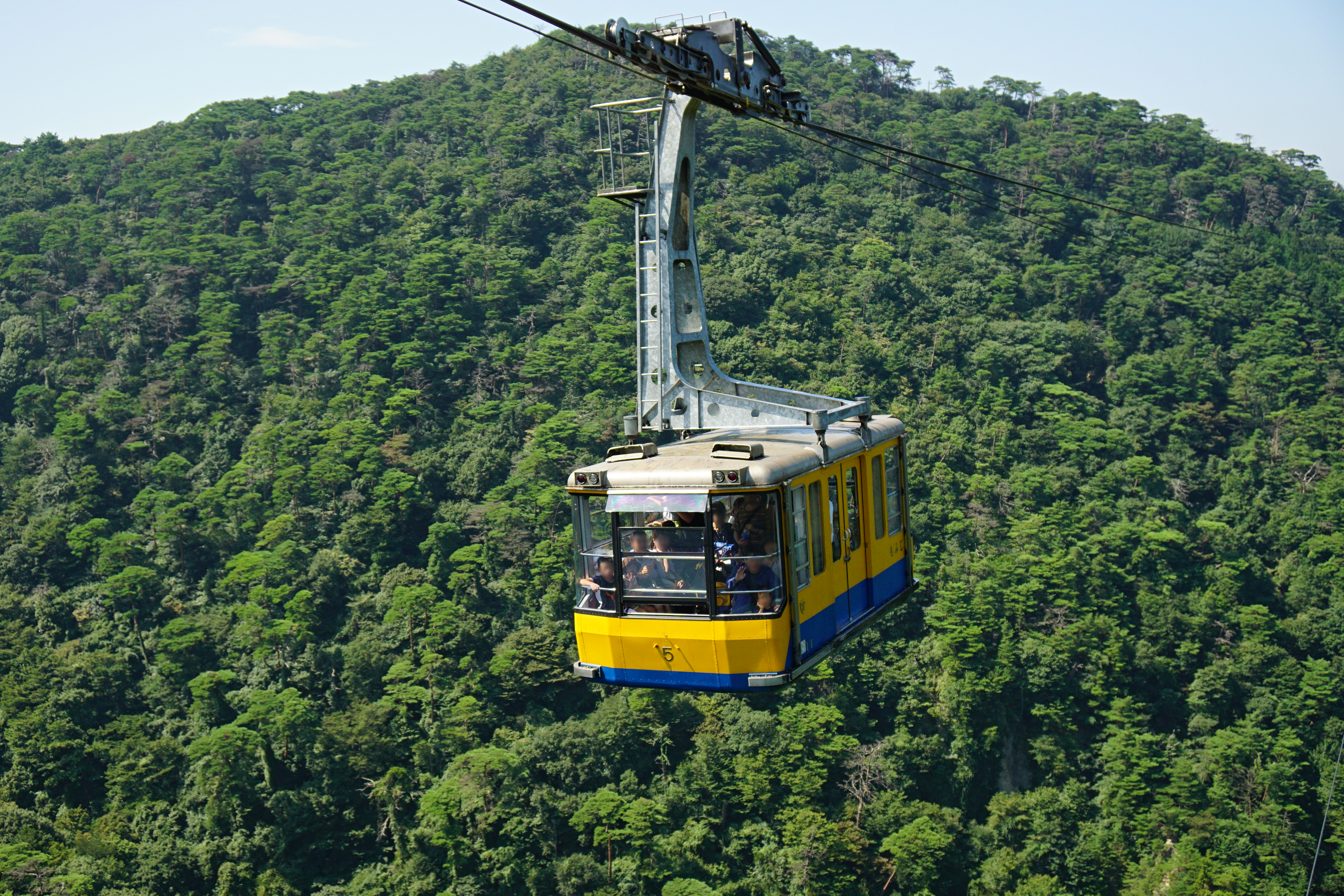
楓葉號，湯槽谷上空

六甲有馬索道（日语：／） 是一條連接兵庫縣神戶市六甲山和有馬溫泉的索道。由神戶房屋及城市發展公社經營。曾經成為日本最長索道，當時全長約5公里，在表六甲線 (2.3公里)暫停營業後，現時只營業裏六甲線 (2.8公里)。

## 裏六甲線 設備概要
- 傾斜長度 - 2764.20米
- 最大高低差 - 441.30米
- 最大跨度 - 627.2米
- 柱數目 - 7座
- 吊車載客量 - 61人×2架
- 主要發動機 - 200kW直流電機
- 節約能源系統 - 再生制動和大型蓄電裝置[1]
- 行走速度 - 每秒5米
- 所需時間 - 12分鐘

## 歷史

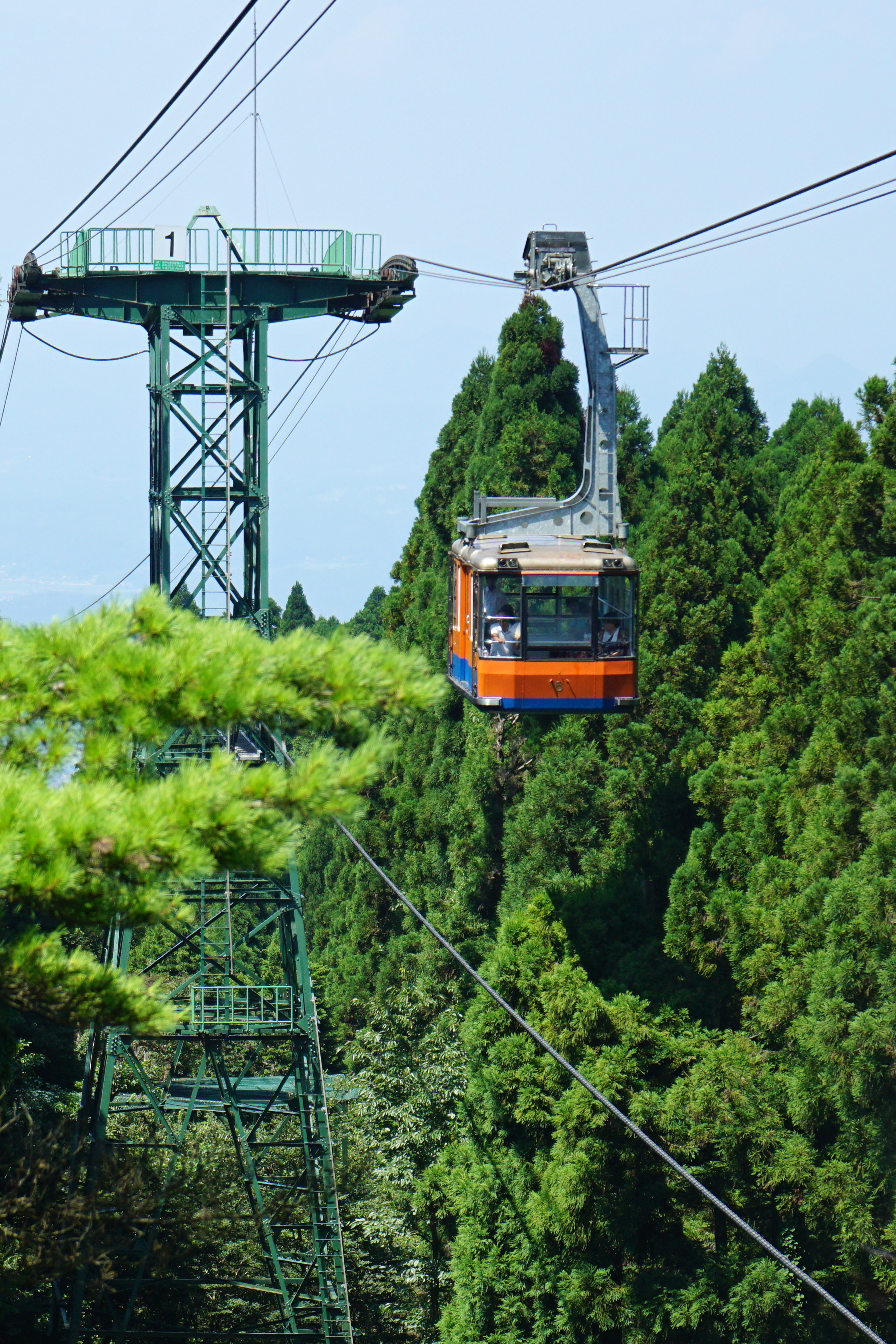
辛夷號，六甲山頂站

- 1969年（昭和44年）：六甲有馬索道株式會社成立。
- 1970年（昭和45年）
  - 7月 裏六甲線開始營業。
  - 8月 表六甲線開始營業。
- 1972年（昭和47年）4月：業務由神戶市都市整備公社繼承。
- 1973年（昭和48年）：山上站改名為表六甲站，鄉村站改名為六甲山頂鄉村站。
- 1995年（平成7年）
  - 1月17日 阪神大地震使全線不能通行。
  - 10月7日 全線重開。
- 2004年（平成16年）12月19日：表六甲線暫停服務。六甲山頂鄉村站改名為六甲山頂站，有馬站改名為有馬溫泉站。
- 2013年（平成25年）1月1日：神戶市都市整備公社改名為神戶房屋及城市發展公社。
- 2014年（平成26年）3月1日：活用再生制動，成為日本首條引入技術的吊車[1]。
- 2020年（令和2年）1月13日：第二代吊車最後行走日。翌日起索道暫停服務，以便翻新索道和車站大樓。同年3月20日重開。

## 吊車
在1993年（平成5年）起，裏六甲線使用了由武庫川車輛和日本纜索製造的第二代吊車。車身編號為5和6。5的愛稱為「楓葉」，6號的愛稱為「辛夷」。塗色方面，「楓葉」使用了黄色和藍色，「辛夷」使用了橙色和藍色。隨著車輛老化，在2020年1月13日結束營業。第三代吊車是由CWA公司製造，顏色選定為紅色和銀色。
表六甲線的吊車是在1999年（平成11年），由大阪車輛工業和安全索道製造。但是，表六甲在2004年]（平成16年）暫停服務，因此吊車只使用了5年。
另外，截至2018年（平成30年）5月1日，表六甲線上的吊車仍然存在。

## 車站列表

### 裏六甲線
| 車站名稱   | 接續路線             | 所在地 | 所在地     | 位置                                                  | 位置 |
| ---------- | -------------------- | ------ | ---------- | ----------------------------------------------------- | ---- |
| 六甲山頂站 | 表六甲線（暫停營業） | 兵庫縣 | 神戶市灘區 | 34°45′58.8″N 135°14′49.4″E / 34.766333°N 135.247056°E |      |
| 有馬溫泉站 |                      | 兵庫縣 | 神戶市北區 | 34°47′27.4″N 135°14′44.4″E / 34.790944°N 135.245667°E |      |

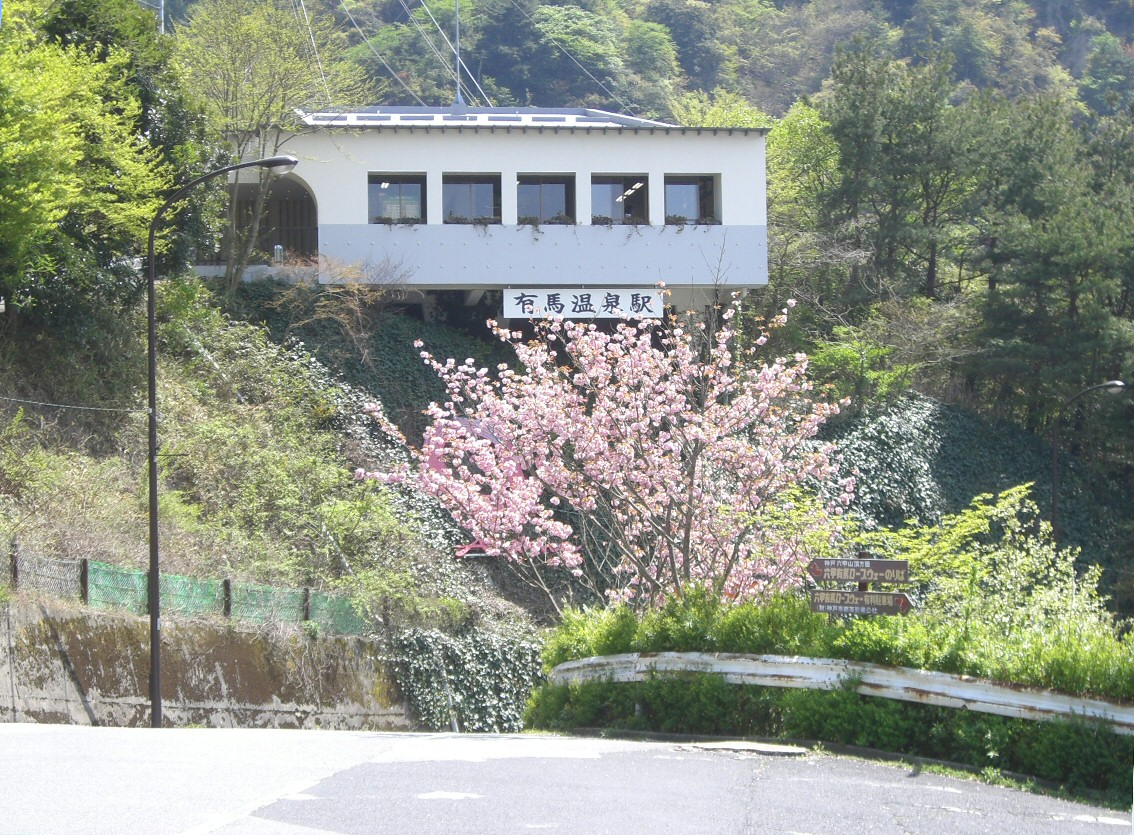
八重櫻盛開與有馬溫泉站，左上方向看見索道

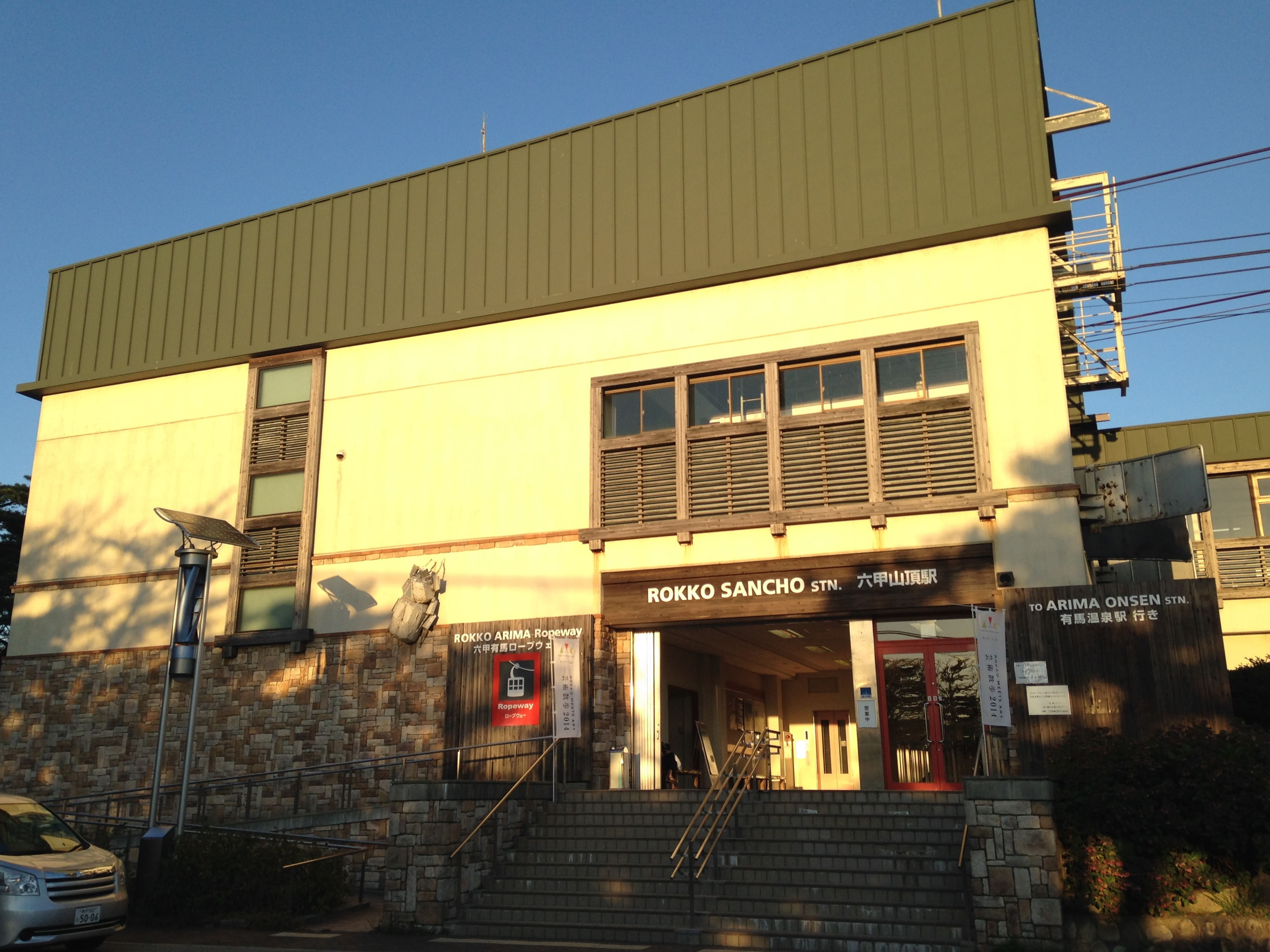
六甲山頂站

在六甲有馬索道有馬溫泉站不是鄰近神戶電鐵有馬線的有馬溫泉站。在表六甲線暫停服務同時，六甲山頂鄉村站改名為「六甲山頂站」，有馬站改名為「有馬溫泉站」。

### 表六甲線（暫停營業）
| 車站名稱                            | 接續路線                             | 所在地           |
| ----------------------------------- | ------------------------------------ | ---------------- |
| 表六甲站                            | 六甲山觀光：六甲纜索線（六甲山上站） | 兵庫縣神戶市灘區 |
| 天狗岩站                            |                                      | 兵庫縣神戶市灘區 |
| 六甲山頂鄉村站 （現時：六甲山頂站） | 裏六甲線                             | 兵庫縣神戶市灘區 |

表六甲線在天狗岩站處會轉彎，因此路線可分為表六甲站至天狗岩站，以及天狗岩站至六甲山頂鄉村站之間（現時：六甲山頂站）兩段。整條索道上設有四架吊車。當中，由於纜索是相連的，因此兩段索道會一起移動，實屬罕有。

## 注腳
1. 1 2  六甲有馬ロープウェー再開　日本初、回生電力を活用 （页面存档备份，存于） - 神戸新聞NEXT（神戶新聞），2014年2月28日付
2. ↑  . 神戸新聞NEXT. 2019-12-18  [2020-01-13]. （原始内容存档于2020-01-18） （日语）.

## 外部連結
- 六甲有馬索道 - 六甲、摩耶空中散歩 （页面存档备份，存于） （日語）